# Liste over Peter Heises værker
Dette er en liste over Peter Heises værker.

## Musikalsk placering
Peter Heise blev allerede i samtiden anset som en af kæmperne i 1800-tallets danske musik. Hans indsats var markant på to områder: romancen og den store opera. Selv om hans operaproduktion var begrænset, fik hans hovedværk Drot og Marsk prædikatet "Den bedste danske opera i 1800-tallet". Den blev lunkent modtaget fra starten, men blev siden mere populær og spilles stadig. Hans sange og romancer var derimod talrige. Udviklingen af den danske sang var startet i 1790’erne med Schultz og den videreførtes af Weyse og Gade. Mange andre bidrog, men Heise forfinede genren, og romancetraditionen kulminerede med den 20 år yngre P.E. Lange-Müller i slutningen af 1800-tallet. Derpå indtrådte en reaktion i starten af 1900-tallet anført af Thomas Laub og Carl Nielsen. De ønskede, at den danske sang skulle være enklere og nemmere at synge. Deres ideer blev videreført af bl.a. Poul Schierbeck og Thorvald Aagaard for så at ebbe ud omkring 1950 med bl.a. Otto Mortensen.

### Tidlige værker
I hans tidligste kompositioner mærkes påvirkningen af Weyses romancer; dog synes ved siden deraf et ejendommeligt naturel at skimte frem, som i den lille vuggesang af "Aladdin" ("Visselulle nu, Barnlil"), der i følge traditionen i den Sibbernske kreds skal være hans første arbejde. Men snart fik han også fra Niels W. Gade, hvem han sandsynligvis først er kommen i berøring med i konferensråd Holms musikalske hjem, hvor kvartetspillet drog ham stærkt til sig, en påvirkning, som blev af betydning for hans udvikling. Studenterlivet, som han deltog i med liv og lyst, og dirigentvirksomheden i Studentersangforeningen affødte karakteristiske og ungdommelig friske sangkompositioner både for flere stemmer, fx studentersangen "Vi er en liden, men modig Hær" (1854), "Det er Efteraar" (1855) og den morsomme "Tre Katte" (1858), og for en stemme, som viser til Hostrups stykker, fx "Soldaterløjer" (1850), og nogle hæfter med romancer til tekster af Carl Ploug, Christian Winther, Carsten Hauch med flere. Også større arbejder foreligger fra denne tid, således "Indvielseskantate", tilegnet konferensraad Holm (1851), den fornøjelige og meget kendte ruskantate til tekst af Chr. Richardt og Hostrup (1856) og afskedskantaten til Hostrup. I 1856 komponerede han endelig sin ouverture til "Marsk Stig", hans første arbejde for orkester, der udførtes i Musikforeningen i 1858, og hvis virkningsfulde instrumentation uden tvivl var en frugt af påvirkningen fra Gade.

### Værker fra opholdet i Sorø
Opholdet i det stille Sorø, der ved et lykkeligt familieliv med hans kunstforstandige hustru afløste det mere urolige studenterliv i hovedstaden, gav ham ro til at forsøge sig i større kompositionsformer. I 1860 skrev han "Efteraarsstormene" for soli, kor og orkester, der samme år blev fremført i Musikforeningen i København; der efter fulgte det storslåede "Bergliot" for solo og orkester samt symfoni i D-mol, hvilke arbejder dog først kom til udførelse efter hans tilbagekomst fra Sorø. Virksomheden ved akademiet tiltalte hans ungdommelige sind meget, og han arbejdede med iver og energi med sine små og store elever således, at han fik bragt en hidtil ukendt flugt i det musikalske liv i byen, men i længden følte han savnet af de impulser, som det fyldigere liv i hovedstaden kunne yde, og da hans økonomiske kår gjorde ham uafhængig af hensynet til et levebrød, tog han i 1865 sin afsked og flyttede tilbage til København, hvor han der efter levede uden nogen offentlig stilling, alene beskæftiget med sin kunst.

### Værker efter tilbagekomsten til København
Allerede før sin afrejse til Sorø havde han påbegyndt kompositionen af en opera, "Paschaens Datter", til tekst af Henrik Hertz. Dette arbejde, som han havde fortsat under Sorø-opholdet, fuldendtes nu og indleveredes til Det kgl. Teater, hvor det dog først opførtes i 1869. Som skreven i den traditionelle stil vakte operaen trods de lyriske partiers melodiskjønhed ikke særlig stor opmærksomhed og holdt sig kun i 2 sæsoner. Heller ikke hans musik til balletten "Cort Adeler" (opført 1870) formåede at skaffe sig et langt liv på scenen (den yndefulde og karakteristiske indledning, "Folkeliv paa Piazzettaen", blev dog senere (1890) benyttet af Frederik Rung i balletten "En Karnevalsspøg i Venedig"). Imidlertid drog den dramatiske tonedigtning ham fortsat til sig; foruden alt tidligere til "Palnatoke" (1867) skrev han musikken til Ibsens "Kongsæmnerne" (1871), til Reckes "Bertran de Born" (1873), som gjorde stormende lykke, og til Munchs "Fjældsøen" (1875), og endelig opførtes den 25. september 1878 hans anden opera, "Drot og Marsk" til tekst af Chr. Richardt, som, indledt med den tidligere komponerede ouverture til "Marsk Stig", gjorde et gribende indtryk og blev et betydningsfuldt led i den nationale opera, i det han i dette arbejde har forladt den overleverede stil og, sluttende sig til den nyere skoles principper, skabt et virkeligt sangdrama, hvori tillige hans egen ejendommelige kunstnerindividualitet er bevaret.
Til sangfesten i København i 1868 komponerede han "Volmerslaget" for mandsstemmer med blæseorkester. I Musikforeningen opførtes 1873 hans koncertstykke "Tornerose" for soli, kor og orkester, som blev udgivet af Samfundet for dansk Musik, og hvori den bekendte sang: "Saa længe jeg kan mindes" forekommer. Af egentlig kammermusik er intet fremkommet for offentligheden; iblandt hans efterladte arbejder findes en violinsonate, komponeret omkring 1857, og en klaverkvintet, skreven under et ophold i Rom i 1869. End videre har han skrevet "Kong Hakes Ligfærd" for mandskor, "Skovbækken", "Foraar og Sommer" og en del mandskvartetter, som "Jylland mellem tvende Have", "Hurra, Kammerater", "Dans, ropte Felen", "De smukke" med flere.

### Romancer og sange
Hvad der dog særlig har gjort Heise til den bekendte danske komponist er den lange række af romancer og sange, som går lige fra hans første ungdomsdage indtil hans død og viser den geniale og fint forstående komponists smukke og harmoniske udviklingsgang fra det næsten Weyseske udgangspunkt til de derfra så aldeles forskellige "Dyveke-Sange" og "Farlige Drømme". Til de ejendommeligste og for Heise mest typiske høre i denne rigdom, foruden de nys nævnte 2 samlinger, sangene: "Husker du i Høst", "Højt over Bøgens Top" samt "Sange af Shakspeare", "Bergmanden", "Digte fra Middelalderen", "Sydlandske Sange", "Erotiske Digte af Aarestrup", "Engelske Sange", "Gudruns Sorg" og "Samson". En samlet udgave af hans romancer og sange (i alt 187) udkom efter hans død i 3 bind.
Heises musikalske kvalitet byggede på hans evne til, med respekt for den strofiske form, at bygge sine sange op i klart overskuelige forløb med en fint formet melodik uden lige i dansk romancekunst. Han viser allerede tidligt en sikker sans for at indfange et natur- eller kærlighedsdigts stemning, og tilføje et klaverakkompagnement, der udøver en klangligt forfinet og musikalsk medtolkende funktion.
Nogle musikforskere har ment, at hvis Heise havde skrevet til tyske tekster, ville hans romancer i dag være verdenskendte.

### Sange med årstal (samlinger og enkeltstående)
- Min skat (ca. 1850)
- Viser til Hostrups Stykker (f.eks. Soldaterløjer 1850)
- Fire Digte (Christian Winther og Adam Oehlenschlæger 1852: )
- Lauras sange (Carsten Hauch 1853: Når svanen drømmende - )
- Fire Folkeviser (Carl Ploug 1854: Husker du i Høst - )
- Vi er en liden, men modig Hær (mandskor 1854)
- Det er Efteraar (mandskor 1855)
- Tre sange for en dyb stemme (Christian Winther 1855: En sommernat - Højt over Bøgens Top -)
- Kærlighedssange (Chr. Winther 1855: Vårsang i høst -)
- Digte af Carsten Hauch (1856: )
- Hvor tindrer nu min Stjerne (1856)
- En Sangkreds (Christian Winther 1857: Vildt flyver Høg - )
- Havfruens sange (B. S. Ingemann 1857: )
- To Sange for Børn (1858: )
- Tre Katte (mandskor 1858)
- Fire sange af Bjørnsons "Arne" (1859: Arnes sang -)
- Sex Sange for en dybere Stemme (Oehlenschlager og Fr. Paludan-Miillers 1859: Aladdins Vuggevise - Nu er Vintrens kolde Tid - Glenten -)
- Aldrig fra de grønne Sale (1859)
- Jylland mellem tvende Have (mandskvartet 1860)
- Sov mit Barn, sov længe (1862)
- Seks Krigssange (1864: Det var paa Isted Hede - )
- 5 sange til tekster af Lenau (1864: Drüben geht die Sonne - Trübe wird's - Auf geheimen Waldespfade - Sonnenuntergang - Auf dem Teich)
- Genoveva (1865)
- Verner og Malin (Christian Winther 1866: )
- Den vilde Hingst jeg tumler (1866)
- Romancer og sange af Blicher (1866: Den unge lærkes forårssang - )
- Hun sad og vented stille (1867)
- Sange af Shakespeare (1868: Dengang jeg var ung og elskovfuld - Dengang jeg kun var så stor som så - Der var en svend med sin pigelil - )
- Det kom til Kamp (1868)
- Trætter dig Livets Strøm (1869)
- Bergmandens og Solveigs sange (Henrik Ibsen 1870: )
- Tre sange af Claus Groth (1870 )
- Gudruns sorg (sange 1871: )
- Sommervise (1871)
- Samson (1871)
- Naar Rugen alt bølger (1871)
- Sig, hvor fødes Elskovs Lyst (1873)
- Finske Sange (1874: )
- Sydlandske Sange (B.S. Ingemann 1874: Aften paa Log¬giaen )
- Digte fra Middelalderen (1875: )
- Digte fra det Engelske (1877: )
- Kærlighedens filosofi (1877)
- Torneroses drømme (1878)
- Farlige drømme (sange 1878: )
- Erotiske digte af Aarestrup (1878: Til en veninde - Ved huset - Henrykkelse - Skovensomhed - Advarsel - )
- Dyvekes sange (1879: Skal altid fæste mit hår - Ak hvem der havde en hue - Hvad vil den mand - Vildt, vildt, vildt - Næppe tør jeg tale - Det stiger - Se, nu er sommeren kommen -)
- Romancer og Sange I-III (1879-80: )
- Sol deroppe ganger under Lide (1891)
- Se, nu er Sommeren kommen (1895)
- Fire efterladte Sange (1968: )

### Sange uden årstal
- Blæs, blæs, du Vintervind
- Dans, ropte Felen (mandskvartet)
- De smukke (mandskvartet)
- Din fader skal ikke skænde
- Duggen er falden
- Du min Flicka
- En Nat Mellem Fjeldene
- En Sanger er som en Fugl
- Foraar og Sommer (SSAB og klaver)
- Gulnares aftensang
- Himlen smiler, Solen iler
- Hjertelig mig nu længes (orgel)
- Hurra, Kammerater (mandskvartet)
- Hvi skjuler jeg mig her
- Hvo ikkun lader Herren råde (orgel)
- I hjemmet
- Ingen blomst i verdens lande
- Ingen nat er for mørk
- I Skyggen vi vanke
- Jomfru! Du maa ikke sove
- Kong Hakes Ligfærd (mandskor)
- Med Diademet paa min Pande
- Med Havets brusende Vande
- Mens din Fod den zefyrlette
- Natten var mild og kær
- Nu hviler mark og enge (orgel)
- Når svanen drømmende
- Skovbækken (mandskor)
- Skøn er våren
- Sol deroppe
- Sol er oppe, den klare Dag
- Som et Rov for Stormens Horde
- Stjerneblomsten
- Studenten sang saa
- Saa mangen Kvæld jeg stod
- Til hende stod mine Tanker
- Træet og jenten (sang)
- Vi Lærker under Himlens blaa
- Vågn af din slummer (sang)

### Andre værker
- Indvielseskantate tilegnet Konferensraad Holm (1851)
- Andante for cello og klaver (ca. 1851)
- Ruskantate (1854)
- Marsk Stig ouverture (1856)
- Violinsonate (ca. 1857)
- Efterårsstormen (soli, kor og orkester - 1860)
- Bergliot (solo og orkester - 1862)
- Klavertrio i Eb-dur (1863)
- Paschaens datter (syngestykke/opera - 1869)
- Cellosonate i a-mol (1867)
- Palnatoke (skuespil af Oehlenschlager - 1867)
- Symfoni i d-mol (før 1868)
- Volmerslaget (mandskor og blæseorkester -1868)
- Klaverkvintet F-dur (1869)
- Cort Adeler (ballet - opført 1870)
- Bertran de Born (skuespil - 1873)
- Fjældsøen (skuespil - 1875)
- Tornerose (soli, kor og orkester - 1873)
- Fata Morgana (skuespil af Johan Ludvig Heiberg 1876)
- Drot og marsk (opera - før 1878)
- Afskedskantaten til Hostrup
- Fantasistykker for cello og klaver (2)
- Kongsemnerne (skuespil)
- strygekvartetter (6)
- 4 stykker (cello og klaver)
- Bergmanden (skuespil)